# MNG
El MNG (pronunciat ming) és un format de fitxer, lliure de drets d'autor, per imatges animades. Les inicials signifiquen Multiple-image Network Graphics.
El format MNG està estretament vinculat al format d'imatge PNG.Quan va començar el desenvolupament de PNG a principis de l'any 1995, es va decidir no incorporar la gestió de l'animació, ja que s'utilitzava poc aquesta capacitat existent al format GIF en aquell temps. Tot i així, es va desenvolupar ràpidament un format que suportava l'animació, el format MNG, una extensió del format PNG.
La versió 1.0 de les especificacions de MNG va sorgir el 31 de gener de l'any 2001. MNG és doncs molt recent, i actualment no s'actualitza tant com el PNG. Tot i així diversos navegadors com Netscape Navigator i Konqueror ja donen suport al format MNG; i els plugins de MNG estan disponibles per a Mozilla, Opera i Internet Explorer. Els desenvolupadors de MNG esperen que MNG comenci a substituir a llarg termini al format GIF per a imatges animades a la Xarxa, de la mateixa forma que el format PNG ja va començar a fer-ho per a imatges fixes.
L'estructura dels fitxers de format MNG és bàsicament idèntica a la dels fitxers PNG, diferint només en la signatura (8A 4D 4E 47 0D 1A 0A en hexadecimal) i en la utilització d'unitats d'informació discretes que proporcionen una gran varietat de dispositius d'animació. Les imatges utilitzades en l'animació s'emmagatzemen en el fitxer MNG com una encapsulat d'imatges amb format PNG o JNG.
Varen ser creats també dues versions de MNG de complexitat reduïda: MNG-LC (baixa complexitat) i MNG-VLC (complexitat molt baixa). Aquestes permeten a les aplicacions incloure el suport de MNG en certa manera, sense haver de posar totes les especificacions de MNG.
MNG no disposa encara d'un tipus registrat de suport de vídeo MIME, però es pot utilitzar vídeo/x-mng.